# ハジベスト。
『ハジベスト。』はハジ→初のベスト・アルバム。2015年10月7日にEMI Recordsから発売された。

## 概要
- デビュー5周年を記念して、これまでリリースしたシングルやアルバムからファン投票で選出された15曲に加え、新曲『記念日。feat. miwa』を収録した初のベストアルバム。
- 当初は9月30日発売予定だったが、諸般の事情により10月7日に変更となった。
- 初回限定盤には、デビュー前から現在までを振り返るスペシャルロングムービーと新曲『記念日。feat. miwa』のメイキング映像を収録したDVDを付属。

## 収録曲
1. 君と。
  - 作詞・作曲：ハジ→

メジャー6thシングル
ファン投票順位：1位
2. for YOU。
  - 作詞・作曲：ハジ→

メジャー2ndシングル
ファン投票順位：2位
3. 記念日。feat. miwa
  - 作詞・作曲：ハジ→・miwa

新曲
4. 踊れジャポネ→ゼ♪♪。
  - 作詞・作曲：ハジ→

インディーズ3rdミニアルバム『ハジバム3。』収録。
ファン投票順位：15位
5. Only One。
  - 作詞・作曲：ハジ→

メジャー1stシングル
ファン投票順位：11位
6. あなた。
  - 作詞・作曲：ハジ→

配信シングル
ファン投票順位：9位
7. 人生は素晴らしい物語。
  - 作詞・作曲：ハジ→

インディーズ1stミニアルバム『ハジバム。』収録。
ファン投票順位：7位
8. ずっと
  - 作詞・作曲：ハジ→

インディーズ2ndシングル
ファン投票順位：5位
9. 指輪と合鍵。feat. Ai from RSP
  - 作詞・作曲：ハジ→・Ai

インディーズ1stミニアルバム『ハジバム。』収録。
ファン投票順位：4位
10. 証。
  - 作詞・作曲：ハジ→

インディーズ1stシングル2曲目
ファン投票順位：3位
11. 春色。
  - 作詞・作曲：ハジ→

インディーズ1stシングル1曲目
ファン投票順位：13位
12. sumire。
  - 作詞：ハジ→・渋川諒 作曲：ハジ→・re:sign（youth of generation）

メジャー5thシングル
ファン投票順位：8位
13. ぱぴぷぺぱーり→。
  - 作詞・作曲：ハジ→

配信シングル
ファン投票順位：14位
14. 逆転満塁ホ→ムラン☆♪。
  - 作詞・作曲：ハジ→

メジャー3rdシングル「White Winter Love。」カップリング
ファン投票順位：10位
15. 卒業サヨナラ。
  - 作詞・作曲：ハジ→

メジャー4thシングル
ファン投票順位：12位
16. おまえに。
  - 作詞・作曲：ハジ→

インディーズ1stミニアルバム『ハジバム。』収録。
ファン投票順位：6位

## 演奏
- 小高光太郎：Arrangement (#1.2.3.5.6.8-15)
- 室屋光一郎ストリングス：Strings (#1.3)
- 谷島シュン：Guitar (#1)
- 浅田靖：Guitar (#2.5.6.8.12.13.15)
- セキタヒロシ：Bass (#2.13)
- 伊藤太一 (ショボン)：Drums (#3)
- 池尻晴乃介：Bass (#3.15)
- うみ野勝久：Guitar (#3)
- 小松一也：Arrangement (#4)
- SiZK：Arrangement (#7,16)
- piacoco：Arrangement (#12)
- SIN-D (KING$TRAX)：Bass Track (#16)